# كأس نيوزيلندا 1933
كأس نيوزيلندا 1933 (بالإنجليزية: 1933 Chatham Cup)‏ هو موسم من كأس نيوزيلندا. فاز فيه Ponsonby AFC ‏.